# Maketaton
Maketaton, auch Maket-Aton oder Meketaton genannt, war eine altägyptische Prinzessin der 18. Dynastie und zweitälteste Tochter von König (Pharao) Echnaton und seiner Großen königlichen Gemahlin Nofretete.
Sie erscheint zusammen mit ihrer älteren Schwester Meritaton auf den Grenzstelen in Amarna, die in das 6. Regierungsjahr von Echnaton datieren. Da ihr Name und Bildnis nachträglich auf der Stele eingefügt wurden, ist anzunehmen, dass Maketaton gegen Ende des 5. Regierungsjahres geboren wurde.
Maketaton starb sehr jung. Ihr Todesjahr wird in das 14. Regierungsjahr ihres Vaters datiert, da sie durch eine kurze Inschrift auf einem Gefäß noch im Jahr 13 belegt ist. Sie verstarb im Alter von neun oder zehn Jahren. Die Reste ihres Sarkophags wurden im Königsgrab in Amarna (Amarna Grab 26) gefunden, woraus geschlossen wurde, dass Maketaton dort bestattet worden war. Eine Darstellung in Raum gamma (Wand A) im Grab dokumentiert die tiefe Trauer des Königspaares um seine Tochter. Woran die junge Prinzessin starb, ist nicht bekannt. Rolf Krauss nahm aufgrund der Darstellung an, dass sie im Kindbett gestorben sei, da hier ein Säugling mit einer Amme und einem königlichen Fächerträger abgebildet ist. Auch Hermann A. Schlögl und Nicholas Reeves folgten dieser Annahme. Allerdings ließ die Rekonstruktion der im Königsgrab gefundenen Teile ihres Sarkophags auf eine Körpergröße von etwa einem Meter schließen, was der Vermutung, sie sei im Kindbett gestorben, entgegensteht.
Im Grab des Tutanchamun (KV62) im Tal der Könige fand sich eine Schreiberpalette aus Elfenbein mit ihrem Namen, die sich im Ägyptischen Museum in Kairo befindet. Eine weitere Palette mit ihrem Namen ist im Metropolitan Museum of Art in New York ausgestellt.